# پیرکا (پرو)
پیرکا (به اسپانیایی: Pirqa) یک کوه در پرو است که در منطقه آیاکوچو واقع شده‌است. پیرکا ۵٬۰۰۰ متر بالاتر از سطح دریا واقع شده‌است.